# Château de Montorio
Le château de Montorio (en italien : Castello di Montorio) constitue une structure fortifiée du village de Montorio, une frazione de la commune de Sorano, dans la province de Grosseto en Toscane,.

## Histoire
Le complexe a été construit à l'époque médiévale comme forteresse aldobrandesque et était l'une des nombreuses possessions que la famille Aldobrandeschi possédait dans la région. Cependant, déjà au XIIIe siècle, les Aldobrandeschi vendirent le complexe en usufruit aux Ottieri (it), seigneurs locaux.
Par la suite, à la suite de diverses luttes avec Orvieto pour la domination de Montorio, le château resta toujours en possession de la famille Ottieri, même s'il continua à être influencé par les Aldobrandeschi à la fin du Moyen Âge et par la république de Sienne à la Renaissance.
Le lieu resta sous la juridiction du comté de Castell'Ottieri jusqu'au début du XVIIe siècle, date à laquelle il fut incorporé au grand-duché de Toscane, tout en restant formellement indépendant et sous le contrôle des Ottieri eux-mêmes jusqu'à l'extinction de la famille. À la fin du XVe siècle, la Battaglia di Montorio (it) eut lieu ici entre les Aragonais et les barons rebelles.
Passé en territoire grand-ducal, le château fut vendu à des particuliers et transformé en ferme fortifiée.
Le château a été offert à perpétuité par l'empereur Otton Ier avec un diplôme du 19 août 967 délivré par Viterbe en faveur de Raynerius Lotherius seigneur de Castell'Ottieri et ses héritiers et successeurs mâles. Sur ce château, les Aldobrandeschi se vantèrent longtemps de "quelques droits", peut-être d'origine dot, cependant, le fief resta toujours dans la domination des Ottieri jusqu'à l'extinction de la maison survenue avec Lottario di Francesco Maria di Lotario et Olimpia di Andrea Maidalchini marié à Dorothea di Cristofano de' Vecchi et Girolama Orlandini est décédé à Rome sans descendance le 24 mars 1789, donc Montorio et Sopano par disposition de la maison Ottieri passèrent au marquis Benedetto di Giancorrado de Leonida Orsini et Cristina di Cesare Colonna mariés à Minerva de Francesco Maria Ottieri et Olimpia di Andrea Maidalchini, sœur, cette dernière, du dernier descendant de cette maison, décédé également à Rome sans enfants le 18 janvier 1797, marquis en faveur d'Angelo Ottieri della Ciaja, ses héritiers et successeurs. Le processus bureaucratique de l'affaire n'a pas pu aboutir à cause de la fuite de Florence dudit Grand-Duc à la suite de l'occupation napoléonienne de la Toscane, par conséquent, sa définition est restée parmi les « procédures suspendues » mais n'est pas parvenue à une conclusion même après la restauration du Grand-Duc lui-même puisque, dès son retour au pouvoir, il confirma les lois napoléoniennes qui abolissaient les fiefs et transformaient les trusts en héritages au profit de ceux qui en jouissaient au moment de leur entrée en vigueur. Angelo Ottieri della Ciaja, unique héritier selon les nouvelles lois et n'est plus lié par les dispositions du trust.

## Description
Le château de Montorio se présente globalement comme une ferme fortifiée, à la suite de la transformation post-XVIIe siècle.
La structure est en forme de "L" dont le sommet est constitué d'une tour surbaissée de section circulaire qui coïncide avec l'angle sud-est des murailles qui délimitent le village. Les murs sont entièrement recouverts de pierres de taille en tuf volcanique et, du côté extérieur, coïncident avec un court tronçon de la courtine ; Certains éléments stylistiques de l'époque médiévale sont conservés malgré les rénovations ultérieures.
A l'intérieur du village, les deux bâtiments du château délimitent une cour dans laquelle se trouve le puits, qui servait autrefois de citerne : cette dernière est ornée de quelques miroirs qui se trouvaient à l'origine au château de Sopano.